# Krisztián Németh
Krisztián Németh (ur. 5 stycznia 1989 w Győr) – węgierski piłkarz występujący na pozycji napastnika, od 2018 jest zawodnikiem Sporting Kansas City.

## Kariera piłkarska
Jest wychowankiem MTK Hungária Budapeszt. W 2006 roku występował na Mistrzostwach Europy U-17 w Luksemburgu, gdzie zdobył dwie bramki. W sezonie 2007/2008 przeszedł do Liverpoolu wraz ze swoim kolegą z zespołu - Andrásem Simonem. Wraz z rezerwami Liverpoolu triumfował w lidze rezerw, pokonując w finale rezerwy Aston Villi 3-0. W kolejnym sezonie został włączony do kadry pierwszego zespołu. W 2008 roku został powołany przez Erwina Koemana do dorosłej reprezentacji Węgier. W tym samym roku zagrał także na Mistrzostwach Europy U-19 w Czechach, na których zdobył jedną bramkę. Liczne kontuzje sprawiły jednak że w 2009 roku został wypożyczony do Blackpool, aby mógł odbudować swoją formę. Niestety podczas okresu wypożyczenia doznał złamania kości policzkowej, przez co zaliczył zaledwie 1 mecz ligowy w nowych barwach. 25 sierpnia 2009 został wypożyczony do AEK Ateny na cały sezon i w początkowym okresie występował w każdym meczu drużyny z Aten. We wrześniu wyjechał jednak z kadrą Węgier na Mistrzostwa Świata U-20 na których ponownie doznał kontuzji, która wyłączyła go z gry na kilka miesięcy. Latem 2010 roku przeszedł do Olympiakosu Piresu z Liverpoolu. Pobyt w Grecji nie udał się kompletnie, bowiem Németh przez dwa lata wystąpił zaledwie w 4 spotkaniach ligowych, nie zdobywając w żadnym bramki. W tym czasie trzykrotnie był wypożyczany, kolejno do Olympiakos Volos, MTK Budapeszt oraz RKC Waalwijk. Pobyt w Holandii był najbardziej udany i Waalwijk miało nadzieje na zatrudnienie zawodnika, który w 2012 roku rozwiązał swój kontrakt z Olympiakosem. W lipcu 2012 roku podpisał kontrakt z Rodą JC Kerkrade. W lipcu 2014 roku rozstał się z Rodą za porozumieniem stron i aż do grudnia był wolnym agentem. W tym czasie pojawiały się spekulacje dotyczące zainteresowania jego osobą ze strony Śląska Wrocław. Ostatecznie został zawodnikiem Sporting Kansas City. Po dwóch sezonach w MLS, w ciągu których w 2015 został wybrany autorem najładniejszej bramki sezonu, przeszedł do Al-Gharafa. Latem 2016 roku reprezentował barwy Węgier na Euro 2016. Na francuskich boiskach wystąpił w dwóch meczach turnieju. 10 sierpnia 2017 roku powrócił do Stanów Zjednoczonych zostając zawodnikiem New England Revolution. W połowie sezonu 2018 powrócił do drużyny Sporting Kansas City.